# Place Sainte-Marthe
La place Sainte-Marthe est une voie située dans le quartier de l'Hôpital-Saint-Louis du 10e arrondissement de Paris.

## Situation et accès
La place Sainte-Marthe est desservie à proximité par la ligne 2 à la station Colonel Fabien.

## Origine du nom
Cette place fait référence à Marthe de Béthanie, en raison de sa proximité avec la rue Sainte-Marthe.

## Historique
La voie est ouverte et prend sa dénomination actuelle par arrêté municipal du 5 décembre 1996 sur l'emprise d'une partie de l'ancien « passage Sainte-Marie » qui prit sa dénomination actuelle de rue Sainte-Marthe  par arrêté du 1er février 1877.

## Bâtiments remarquables et lieux de mémoire
C'est sur cette place que s'est installée la Mission évangélique parmi les sans-logis.